# 楊邦孝
楊邦孝（Yong Pung How，1926年4月11日—2020年1月9日），新加坡法律改革主導人。楊邦孝廢除新加坡法官沿用英式的假髮，又把新加坡法庭科技化，改善審案效率，上任兩年已經為高等法院解決積壓的2000宗案件。

## 生平
楊邦孝1926年4月11日出生於吉隆坡，先後獲英國康橋大學法律學文學學士，法學士、法學碩士。1970年在哈佛大學學習商業管理學，曾任律師、新加坡政府公職、銀行、交通等多個職位。在1990年9月28日出任新加坡首席大法官，歷十數年。後任新加坡法律服務委員會主席，及新加坡少數民族權利總統委員會主席。
2020年1月9日，楊邦孝逝世，享耆壽93歲。

## 相關
- 首席法官